# Ron Simmons
Ron Simmons (* 15. Mai 1958 in Perry, Georgia) ist ein ehemaliger US-amerikanischer Wrestler. Bekannt wurde er durch seine Auftritte in den beiden größten amerikanischen Wrestlingligen WCW und WWF/E. Außerdem war Simmons vor seiner Wrestling-Karriere Profi-Footballer in der National Football League und der Canadian Football League.

## Karriere

### Anfänge
Nach dem Ende seiner Schulzeit begann Simmons ein Studium an der Florida State University, wo er auch Football spielte. Im Anschluss an sein Studium stieg er in die National Football League ein und spielte für die Cleveland Browns. Gegen Ende der 1980er Jahre beendete Simmons diese Karriere und wandte sich dem Wrestling zu.

### NWA / WCW (1986–1996)
Simmons trat zu Anfang seiner Karriere für etliche verschiedene Wrestlingligen an, vor allem aber für die NWA und die WCW. Hier feierte er auch seine großen Erfolge. Er holte sich beispielsweise als erster afro-amerikanischer Wrestler den WCW-World-Heavyweight-Championship-Titel. Mit Butch Reed bildete er außerdem das erfolgreiche Tag Team Doom und beide gewannen gemeinsam jeweils die NWA- und die WCW-World-Tag-Team-Titel. Nach Ende dieser Ära nahm Simmons Mitte der 1990er Jahre dann ein Vertragsangebot von Vince McMahon an und wechselte zur WWF.

### World Wrestling Federation / Entertainment (1996–2009)
Im Sommer 1996 debütierte er nebst Managerin Sunny mit dem Gladiatoren-Gimmick Faarooq Asad. Eine Fehde um den WWE-Intercontinental-Championship-Titel gegen Ahmed Johnson (verbunden mit einem Titelmatch beim Summerslam) musste wegen einer Nierenverletzung von Letzterem jedoch gestrichen werden. Simmons blieb aber im Geschehen um den Intercontinental Champion Titel aktiv, verlor aber das Turnierfinale um den vakanten Titel gegen Marc Mero. Wenig später trennte er sich sowohl vom Nachnamen Asad als auch vom Römer-Outfit und legte sich passenderweise ein Gimmick mit afro-amerikanischen Wurzeln zu. Im Zwist mit dem Ende des Jahres zurückkehrenden Johnson gründete er die Gruppierung Nation of Domination (u. a. Savio Vega und Crush). Ein Einzelmatch gegen Johnson beim Royal Rumble 1997 ging ebenso verloren wie ein Streetfight bei Wrestlemania XIII an der Seite seines Stables gegen Johnson und die Legion of Doom.
Im Anschluss löste sich die Gruppierung in dieser Formation auf. Man frischte das Stable mit neuen Leuten auf (The Rock, D-Lo Brown, Mark Henry) und trat im Verlauf des Jahres Matches gegen verfeindeten Stables an. Beim King of the Ring verlor Simmons ein Titelmatch gegen den Undertaker, bei In your House – Badd Blood abermals ein Intercontinental-Turnierfinale – diesmal gegen Owen Hart. Als Teammitglied The Rock im Dezember 1997 den WWE-Intercontinental-Titel gewann, wurde Simmons langsam aus der Anführerrolle gedrängt. Der endgültige Bruch erfolgte 1998 bei WrestleMania XIV und führte zu einem Titelmatch bei der Maiausgabe von In your House, welches Simmons verlor. Den Rest des Jahres verbrachte er als Edeljobber.
Nach wiederholtem Gimmicktod des Undertakers Ende 1998 rekrutierte dieser nach seiner Rückkehr für seine Ministry of Darkness genannte Fraktion u. a. auch Simmons. Gemeinsam mit Bradshaw bildete er fortan und bis zum Ende seiner WWE-Karriere das Tag Team The Acolytes. In ihrem Dasein als Team holten sie dreimal die WWE World Tag Team Championship. Zunächst noch als Teil der Ministry, spalteten sie sich bald von diesen ab. Als Einzelteam fehdeten sie daraufhin u. a. mit den Hardy Boyz, den Dudley Boyz, den New Age Outlaws und Edge & Christian.
Ab 2000 traten beide mit einem Gimmick als Kneipenschläger an, die ihre Dienste als Bodyguards der Acolytes Protection Agency (APA) anboten. Im Rahmen der Brand Extension wurde das Team 2002 getrennt und Simmons trat als Einzelwrestler für SmackDown! an. Nur ein Jahr später wechselte auch Bradshaw in die Donnerstags-Sendung und die Acolytes wurden wiedervereinigt. Nach Fehden gegen die Basham Brothers und Team Angle bestritten die Acolytes bei Wrestlemania XX ihr letztes Match, ein 4-Ecken-Ausscheidungsmatch um die WWE Tag Team Titel, das sie verloren. Wenig später wurde das Team endgültig aufgelöst. Bradshaw bekam als JBL einen Push zum World Heavyweight Titelanwärter, während Simmons aufgrund angeblicher Alkoholprobleme die Suspendierung von der WWE erhielt.
Bei der siebenhundertsen Ausgabe von Monday Night Raw, welche am 23. Oktober 2006 stattfand, konnte man ihn nach langer On-Air-Abstinenz an der Seite von John Cena wieder sehen. Die Fans in der Halle begrüßten ihn mit lautstarken Anfeuerungsrufen, während er seine berühmteste Catchphrase „DAMN!“ zum Besten gab. Er zog sich dann mit einem Kopfschütteln und unter tosendem Beifall wieder zurück in den Backstagebereich. Dieser Ausspruch wird mittlerweile als Running Gag von WWE genutzt.
Später war er bei WWE als sogenannter „Ambassador at large for Public Affairs“ zuständig und koordiniert in dieser Position die Öffentlichkeitsarbeit in Ländern wie Saudi-Arabien, Kuwait oder den Irak, um die dort stationierten US-Militärs über die Geschehnisse in der WWE zu unterrichten.
Am 13. Januar 2009 wurde er im Zuge von Kosteneinsparungen von der WWE entlassen. Am 1. April 2012 wurde Simmons in die WWE Hall of Fame aufgenommen. Am 23. Juli 2012 hatte er zusammen mit seinem früheren APA-Tag-Team-Partner Bradshaw einen Gastauftritt in der 1000. Ausgabe von RAW.

## Championtitel
- World Championship Wrestling

- 1× WCW World Heavyweight Champion
- 1× WCW World Tag Team Champion (mit Butch Reed)
- 1× WCW United States Tag Team Champion (mit Big Josh)

- World Wrestling Entertainment

- 3× WWF World Tag Team Champion (mit Bradshaw)

- Memphis Championship Wrestling

- 1× MCW Southern Tag Team Champion (mit Bradshaw)

- Ohio Valley Wrestling

- 1× OVW Southern Tag Team Champion (mit Bradshaw)

- National Wrestling Alliance

- 1× NWA World Tag Team Champion (mit Butch Reed)

- Florida Championship Wrestling

- 1× NWA Florida Heavyweight Champion